# Serguéi Kariakin (ajedrecista)
Serguéi Aleksándrovich Kariakin (Серге́й Алекса́ндрович Каря́кин; Simferópol, 12 de enero de 1990, Unión Soviética) es un Gran Maestro de ajedrez ruso, hasta 2009 ucraniano.
Originalmente representaba a Ucrania. El 25 de junio del 2009 obtuvo la ciudadanía rusa y desde entonces representa a Rusia en las competiciones internacionales. 
Era el Gran Maestro más joven en la historia del ajedrez, consiguió el título en 2002 con solo 12 años y 7 meses. Consiguió el título de Maestro Emérito del Deporte de Ucrania en 2005.
Fue entrenador de Ruslán Ponomariov durante el Mundial de la FIDE de 2002. En 2004, Kariakin terminó segundo tras Borís Gelfand en el torneo de Pamplona (Navarra), realizado del 20 al 29 de diciembre de 2004. También en 2004, Kariakin fue el único humano en ganar a una computadora en el Campeonato del Mundo Hombre vs Máquina en Bilbao derrotando a Deep Junior. Era el más joven y el que tenía menos Elo.
A la edad de 15 años, consiguió 8,5 puntos (+7 =3 -1) para ganar el torneo de las Jóvenes Estrellas de 2005 jugado en Kirishi (Rusia), desde el 14 hasta el 26 de mayo. Entrenando antes del torneo con Nigel Short en Grecia, estuvo involucrado en un accidente de coche en el camino hacia el aeropuerto de Atenas y sufrió lesiones leves. Esto pudo contribuir a un inicio flojo (+1 =1 -1), pero terminó con fuerza con seis victorias y dos tablas, lo que le llevó a ganar el torneo en solitario. 
Entró en los 100 mejores jugadores del mundo en la lista de abril de 2005 de la FIDE, ocupando el puesto número 64 del mundo con un Elo de 2635.
En el Wijk aan Zee (2007), en Holanda, quedó clasificado el 8º, logrando 6,5 puntos de 13 posibles, con 3 victorias, 7 tablas y 3 derrotas.
Se proclamó en abril de 2007 Campeón de Europa de ajedrez relámpago (5 minutos por jugador), participaron 370 jugadores, en Dresde (Alemania), tras 33 partidas relámpago jugadas por cada participante, en 2º lugar quedó Baadur Jobava de Georgia y 3º Aleksandr Riazántsev de Rusia.
El 28 de marzo de 2016, obtuvo el Torneo de Candidatos 2016 disputado en Moscú, ganando el derecho de enfrentar al actual campeón del mundo Magnus Carlsen por el título mundial en el Campeonato Mundial de Ajedrez 2016, a disputarse entre el 11 y el 30 de noviembre en la ciudad de Nueva York, enfrentamiento que perdió en los desempates a partidas rápidas.

## Partidas notables

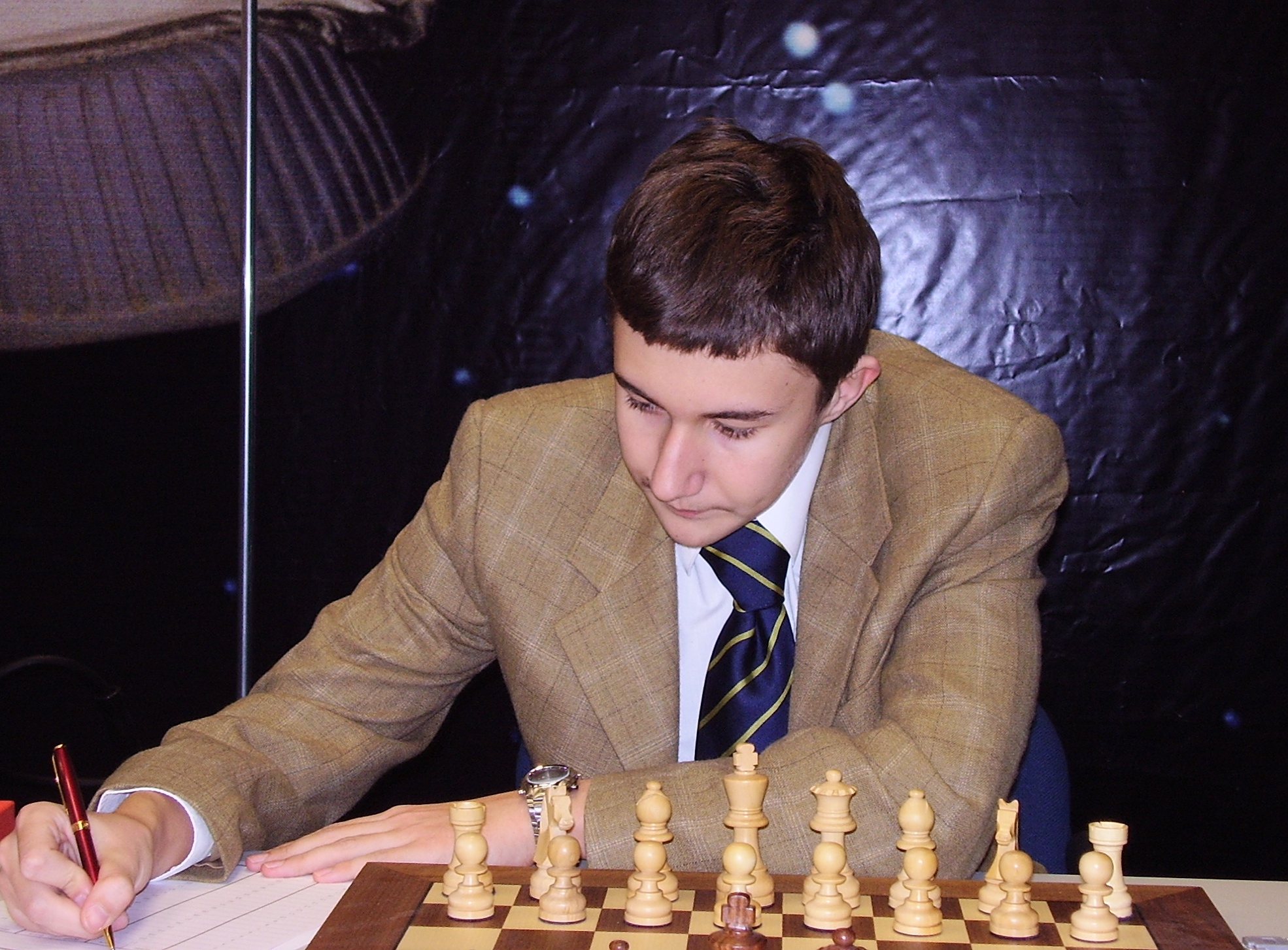
Serguéi Kariakin, preparado para la lucha en el Torneo Corus de ajedrez, en enero de 2006

A continuación se muestra la victoria sobre Vladímir Krámnik con una apertura española con tan solo 14 años. 
Serguéi Kariakin - Vladímir Krámnik Dortmund (Alemania) 2004: 1.e4 e5 2.Cf3 Cc6 3.Ab5 Cf6 4.O-O Cxe4 5. d4 Cd6 6.Axc6 dxc6 7.dxe5 Cf5 8.Dxd8+ Rxd8 9.Cc3 Ce7 10.h3 Cg6 11.Ce4 h6 12.b3 Re8 13.Ab2 a5 14.a4 Cf4 15.Tfe1 Ab4 16.c3 Ae7 17.Tad1 Ce6 18.c4 Ab4 19.Te3 Ad7 20.Ch4 Td8 21.Cf5 Ac8 22.Txd8+ Rxd8 23.Td3+ Re8 24.g4 Af8 25.Ac1 b6 26.Cfg3 c5 27.Ae3 Ab7 28.f4 h5 29.f5 h4 30.fxe6 hxg3 31.exf7+ Rxf7 32.Cg5+ Re8 33.Af4 Ae7 34.Txg3 Axg5 35.Axg5 Rd7 36.e6+ Rxe6 37.Te3+ Rf7 38.Te7+ Rg6 39.h4 Af3 40.Txc7 Te8 41.Rf2 Axg4 42.Tc6+ Rf5 43.Txb6 Te2+ 44.Rg3 Tc2 45.Tb5 Tc3+ 46.Rf2 Ad1 47.Txa5 Axb3 48.Txc5+ Re4 49.a5 Txc4 50.Tb5 Tc2+ 51.Re1 Ac4 52.Tb7 Ta2 53.Ta7 g6 54.Rd1 Rd3 55.Td7+ Re4 56.Ad8 Ta3 57.Rc2 Ad5 58.Td6 Rd4 59.Ab6+ Re5 60.Td8 Ta4 61.Th8 Re4 62.Th6 Rf5 63.Rc3 Tc4+ 64.Rd3 Ta4 65.Th8 Ag2 66.Tf8+ Rg4 67.Ad8 Ae4+ 68.Rc3 Ad5 69.Tf6 Rh5 70.Td6 Ab7 71.Rb3 Ta1 72.Rb4 Tb1+ 73.Rc5 Ta1 74.Rb6 Ac8 75.Ra7 Tb1 76.Tb6 Ta1 77.Tb5+ Af5 78.a6 Rg4 79.Tb6 Td1 80.Ag5 Ae4 81.Rb8 Tf1 82.Af6 Te1 83.a7 Af3 84.Ad8 Ta1 85.Txg6+ Rh5 86.Tg5+ Rh6 87.Tb5 Rg6 88.Tb7 Td1 89.Ab6 Axb7 90.Rxb7 1-0